# ماركو روسي (مواليد 1987)
ماركو روسي (بالإيطالية: Marco Rossi)‏ (مواليد 30 سبتمبر 1987 في بارما - إيطاليا) لاعب كرة قدم إيطالي يلعب حاليا لصالح نادي الدرجة الأولى سامبدوريا الإيطالي منذ 2009 في مركز قلب الدفاع كما يجيد اللعب في مركز الظهير الأيسر .

## روابط خارجية
- ماركو روسي على موقع قاعدة بيانات كرة القدم.إي يو (الإنجليزية)
- ماركو روسي على موقع ليكيب (الفرنسية)
- ماركو روسي على موقع Soccerway.com (الإنجليزية)
- ماركو روسي على موقع عالم كرة القدم.نت (الإنجليزية)